# NGC 3553
NGC 3553 est une galaxie lenticulaire (ou elliptique ?) relativement éloignée et située dans la constellation de la Grande Ourse. NGC 3553 a été découverte par l'astronome français Guillaume Bigourdan en 1885.

## Caractéristiques

### Distance
Sa vitesse par rapport au fond diffus cosmologique est de 10 066 ± 45 km/s, ce qui correspond à une distance de Hubble de 148 ± 10 Mpc (∼483 millions d'al).

### Brillance de surface
En raison d'une brillance de surface égale à 10,70  mag/am2, on peut qualifier NGC 3553 de galaxie présentant une brillance de surface très élevée.

## Groupe de NGC 3550

L'amas Abell 1185 par le télescope spatial Hubble.

NGC 3553 fait partie du groupe de NGC 3550. Ce groupe, situé près du centre de l'amas de galaxies SN Abell 1185, comprend au moins 14 galaxies dont NGC 3550 et NGC 3552.